# Movimento antiaborto

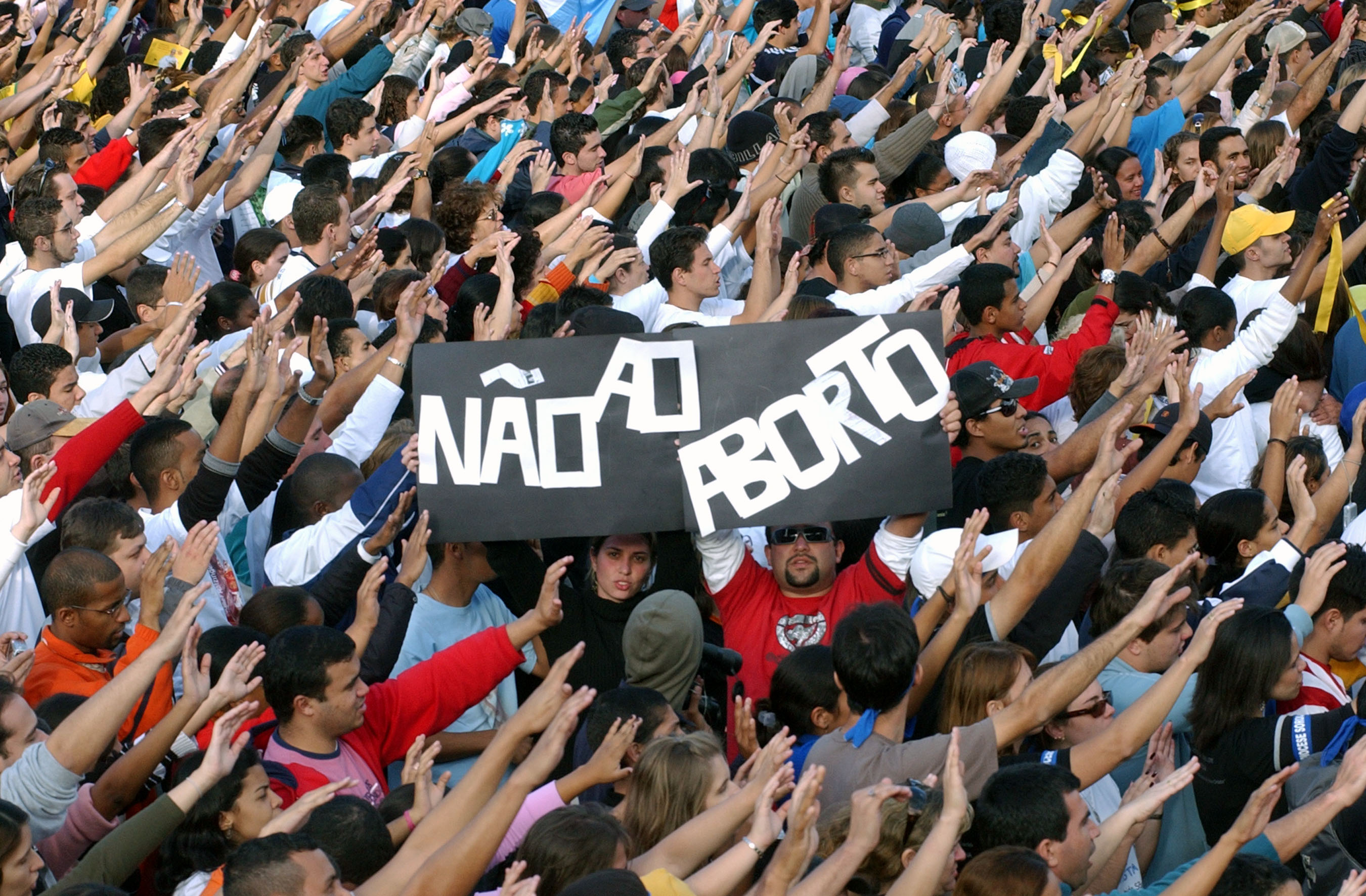
Cartaz contra o aborto durante a visita do papa Bento XVI ao Brasil.

O movimento antiaborto, também chamado de pró-vida, antiescolha e pró-prisão, é um movimento de oposição à prática do aborto induzido.

## Argumentos
Os principais argumentos que o movimento antiaborto utiliza para justificar sua oposição ao aborto induzido são:

### O aborto leva à depressão e ao suicídio
Os membros do movimento defendem tal tese, chamando esse argumento de síndrome pós-aborto (PAS – post-abortion-syndrome), um termo cunhado pelo Dr. Vincent Rue. Apesar de ser o argumento preferido do movimento antiaborto, tal síndrome não consta do DSM-5 nem tem qualquer evidência científica que a suporte.
Relações de concomitância entre o ato do aborto e a depressão foram encontradas em caso de aborto espontâneo, mas no caso da indução do aborto, nenhuma relação causal foi estabelecida, sendo que apenas uma parcela muito pequena de mulheres passaram por isso, sendo mais provável que o desenvolvimento da doença ocorra por outros fatores não ligados diretamente ao aborto, como um arrependimento pessoal ou por uma possível exclusão social.

### Abortar causa câncer
Chamado de conjectura aborto-mama-câncer (ABC – abortion-breast-cancer), o argumento é rejeitado pela comunidade científica. Apesar disso, é o principal argumento do movimento antiaborto para tentar recuperar credibilidade após a onda de violência promovida por eles na década de 1990.

### Abortar reduz a fertilidade
Apesar de ser um argumento aterrorizante, isso só ocorre quando utilizadas técnicas caseiras. Não existe qualquer evidência da redução de fertilidade em abortos clínicos ou cirúrgicos.

### O feto pode sentir dor
O movimento antiaborto alega que a interrupção da gravidez é um ato brutal, já que provocaria dor e sofrimento ao feto, no entanto, o fato de o aparato neuroanatômico necessário para a dor não estar completo até cerca de 26 semanas de gestação torna a ideia de que a interrupção da gravidez causa dor extremamente improvável.

## Visão católica
Por dezenove séculos, os cristãos seguiam a tradição judaica, para a qual o filho é parte do corpo da mãe até o trigésimo dia após o nascimento, cabendo a decisão sobre o aborto exclusivamente à mulher. Somente em 1869 o papa Pio IX atendeu a solicitação do imperador Napoleão III para frear o declínio populacional desse país e decretou que a vida se inicia na concepção. Em 1995, já no Século XX, o papa João Paulo II decretou que a posição da Igreja sobre o assunto não poderia mais ser alterada. Atualmente, a Igreja Católica se declara contra o aborto diretamente provocado por causa de sua compreensão da dignidade humana do feto, considerado por ela como inocente, mas considera lícito o aborto indiretamente provocado. Alguns de seus teólogos igualam o aborto ao suicídio, assassinato e eutanásia.

## Violência
Ocorreram casos em que indivíduos de movimentos "pró-vida" levaram a cabo ataques a clínicas onde se pratica aborto e a profissionais que nelas trabalham. Esses ataques algumas vezes incluíram, por parte de radicais, o uso de bombas e armas mortíferas (designadamente nos Estados Unidos da América, em França e no Canadá).

## Ligações exteras
- «Os principais argumentos contra o aborto: ponderações científicas» (em Livre Pensamento)